# 坂上綾
坂上 綾（さかがみ あや、1997年6月8日 - ）は、大阪府出身の、日本の女子柔道家である。階級は48kg級。身長159cm。組み手は右組み。得意技は袖釣込腰。

## 経歴
柔道は7歳の時に兼松柔道場で始めた。夙川学院中学3年の時に全日本カデ40kg級で優勝を飾った。アジアジュニアでも優勝した。全国中学校柔道大会では44kｇ級に出場するも初戦で敗れた。夙川学院高校に進むと、1年の時には全日本カデで3位だった。2年の時にはインターハイ48kg級の決勝で埼玉栄高校の常見海琴を大腰の有効で破って優勝した。全国高校選手権では52kg級に出場すると、決勝で常見を指導1で破って優勝を飾った。3年の時にはインターハイの3回戦でライバルの常見を有効で破るなどして2連覇を飾った。
2016年には三井住友海上の所属となると、全日本ジュニアで優勝を飾った。2017年のベルギー国際ジュニアの部では決勝で環太平洋大学1年の小倉葵を技ありで破って優勝したが、シニアの部では準決勝でキューバのバネサ・ゴディネス・アレマンに支釣込足で敗れて3位だった。実業個人選手権で3位、全日本ジュニアでは2位にとどまった。2018年の実業個人選手権では決勝でコマツの常見を破って優勝した。グランプリ・ハーグでは準々決勝でコソボのディストリア・クラスニキを袖釣込腰で破るも、準決勝で中国の熊瑶に合技で敗れて3位だった。講道館杯では準々決勝で自衛隊体育学校の山崎珠美に反則負けするも3位になった。2019年の選抜体重別では準決勝で山崎に大外刈で敗れて3位だった。アジアパシフィック柔道選手権では準々決勝で韓国のイ・ヘギョンに反則負けするも、敗者復活戦を勝ち上がって3位になった。アジアオープン・台北では決勝でヤックスの坂口仁美を隅落で破るなどオール一本勝ちして優勝した。2020年11月の講道館杯は準々決勝で綜合警備保障の遠藤宏美をGS史上最長となる18分7秒(本戦含め22分7秒)もの戦いの末に袖釣込腰の技ありで破ったが、準決勝で52㎏級から階級を下げてきた福岡県警の立川莉奈に反則負けするなどして5位にとどまった。2021年9月には三井住友海上を退社した。その後、階級を52㎏級に上げると、佐久長聖クラブの所属となった。

## 戦績
40kg級での戦績
- 2012年 - ドイツカデ国際 3位
- 2012年 - 全日本カデ 優勝
- 2012年 - アジアジュニア 優勝
- 2013年 - 全日本カデ 3位(44kg級)

48kg級での戦績
- 2014年 - インターハイ 優勝
- 2015年 - 全国高校選手権 優勝
- 2015年 - インターハイ 優勝
- 2016年 - チューリンゲンジュニア国際 優勝
- 2016年 - オーストリアジュニア国際 優勝
- 2016年 - 全日本ジュニア 優勝
- 2017年 - ベルギー国際 ジュニアの部 優勝、シニアの部 3位
- 2017年 - ロシアジュニア国際 優勝
- 2017年 - 実業個人選手権 3位
- 2017年 - 全日本ジュニア 2位
- 2017年 - 講道館杯 5位
- 2018年 - 実業個人選手権 優勝
- 2018年 - グランプリ・ハーグ 3位
- 2018年 - 講道館杯 3位
- 2019年 - 選抜体重別 3位
- 2019年 - アジアパシフィック柔道選手権 3位
- 2019年 -　アジアオープン・台北　優勝
- 2019年 -　実業個人選手権　3位
- 2020年 -　講道館杯　5位

(出典、JudoInside.com)。